# Tomiko Itókaová
Tomiko Itókaová (japonsky 糸岡 富子 Itóka Tomiko; 23. května 1908 Ósaka – 29. prosince 2024) byla japonská superstoletá žena, která byla od 19. srpna do 29. prosince 2024 nejstarší žijící osobou na světě.

## Život
Po absolvování základní školy nastoupila do dívčí školy, kde hrála za volejbalový klub. Ve 20 letech se provdala za podnikatele v textilním průmyslu, se kterým měla dvě dcery a dva syny. Když její manžel sloužil jako voják ve druhé světové válce, Itókaová se musela postarat o textilní továrnu v Jižní Koreji a děti sama. S manželem odešli do důchodu na začátku 70. let 20. století. Její manžel zemřel v roce 1979. V roce 2019 se přestěhovala do pečovatelského domu ve městě Ašija.
Po smrti Marie Branyasové 19. srpna 2024 se stala nejstarší žijící osobou na světě. Zemřela 29. prosince 2024.